# Фактор ветра
Фактор ветра — встречный или попутный ветер во время соревнований легкоатлетов, способствующий ухудшению или улучшению результатов. Определение скорости и направление ветра является одним из важнейших условий в случае установления мирового рекорда.
Наибольшим фактором является в спринтерских дисциплинах (60 метров, 100 метров, 200 метров, 110 метров с барьерами), прыжках в длину и тройном прыжке. Максимально допустимая скорость попутного ветра для фиксирования какого либо рекорда — 2 м/с. Встречный ветер не даёт препятствий для фиксирования рекордов, но вызывает серьёзные помехи для показания хороших результатов.
Скорость ветра определяется с помощью анемометра.

## Известные случаи помощи ветра
В 1996 году никому ещё не известный барбадосский спринтер Обаделе Томпсон пробежал 100 метров за 9,69 с, что было быстрее действующего тогда мирового рекорда, но из-за попутного ветра скоростью более 5 м/с рекорд не был зафиксирован.
29 июля 1995 года кубинский прыгун в длину Иван Педросо прыгнул на соревнованиях 8,96 м, что превышало мировой рекорд Майка Пауэлла на 1 см. Тем не менее рекорд не был засчитан, так как анемометр стоял за препятствием и не мог показывать действительную скорость ветра.